# Wladimir Martins Veículos
A Wladimir Martins Veículos (WMV) foi uma pequena fabricante de automóveis esportivos brasileira, sediada no Rio de Janeiro (RJ), em 1978. Seu primeiro carro chamava-se WMV, e era montado sobre a plataforma da Volkswagen Brasília. Em 1983 foi vendida para a Polystilo Indústria e Comércio, e em 1986 para a Py Motors.

## Modelos/Ano de fabricação
- WMV (1978)
- WM II (1982) *
- Savana (1983) *
- Equus **

(*) Modelos fabricados pela Polystilo Indústria e Comércio.
(**) Modelos fabricados pela Py Motors.